# Bikini (programma televisivo)
(Frase iniziale di ogni puntata pronunciata dallo speaker)
Bikini è stato un programma televisivo italiano andato in onda su Canale 5 per due edizioni, nelle estati del 2010 e del 2011. Era curato dalla redazione di NewsMediaset e andava in onda con cadenza settimanale, ogni domenica nella fascia dell'access prime time, alle 20.40.
La prima edizione è andata in onda dal 13 giugno al 12 settembre 2010, la seconda dal 12 giugno all'11 settembre 2011.

## La trasmissione
Il programma era un rotocalco televisivo che trattava prevalentemente tematiche leggere e di cronaca rosa, con aneddoti riguardanti i personaggi noti del mondo dello spettacolo e interviste.
Ideato da Mario Giordano, direttore della testata NewsMediaset che lo produceva, e curato da Roberta Potasso, hanno lavorato alla realizzazione delle puntate i giornalisti Mediaset Francesco Cutillo, Fabio Marchese Ragona, Micaela Nasca e Emanuela Sandali.
Il rotocalco era caratterizzato da uno stile immediatamente riconoscibile poiché condotto fuori campo da una voce impostata, sulla falsariga dei cinegiornali, che annunciava i servizi utilizzando un linguaggio desueto accompagnato da una sequenza di immagini d'epoca e contemporanee proposte in bianco e nero. Si trattava, secondo le intenzioni di Mario Giordano, di una versione di Lucignolo (trasmissione di Italia 1) edulcorata e adattata al pubblico più eterogeneo e generalista di Canale 5.

### Le rubriche
All'interno della trasmissione trovavano spazio diverse rubriche fisse, come la "Zanzara", un servizio dedicato al "dietro le quinte" di feste ed eventi mondani commentato da una giornalista nei panni, appunto, di una zanzara che era riuscita a entrare di nascosto, "Intervista fuori onda", dove veniva mostrato ciò che un personaggio famoso diceva prima e dopo un'intervista ufficiale, o "Cadute di stile", dove venivano mostrati i look peggiori dell'estate.
Nella prima edizione si utilizzava, come stacco tra un servizio e l’altro, il ritornello della hit estiva Alors on danse di Stromae.